# Juan del Rizzo
Juan Del Rizzo, S.D.B. (Azzano Decimo, 16 de mayo de 1882-Bogotá, 30 de junio de 1957) fue un sacerdote católico italiano de la orden de los salesianos, considerado el máximo propagador de la devoción al Niño Jesús del 20 de Julio, representación infantil de Jesús de Nazaret y una de las devociones más famosas y antiguas en la Iglesia Católica.
Su labor más importante se desarrolló en Colombia, a donde llevó la obra salesiana y logró la erección del templo del Divino Niño en el barrio 20 de Julio de Bogotá con su propia advocación local, así como la creación de varias obras salesianas alrededor del santuario, actualmente administrada por la comunidad salesiana. 
Pese a que su culto no es oficial, los salesianos de Bogotá lo honran el 31 de enero. También le da nombre a varios colegios en Bogotá y Barranquilla, afiliados a la orden de los salesianos. En su honor, existe en el mismo barrio bogotano el colegio salesiano que lleva su nombre.

## Biografía
Giovanni Del Rizzo nació el 16 de mayo de 1882 en Véneto, Reino de Italia, hijo de los católicos practicantes Antonio Del Rizzo (quien era un militar estricto) y de Juana Battiston.
De origen campesino y ante sus deseos fervorosos de ser sacerdote, fue aconsejado por uno de los sacerdotes de su pueblo natal para que se formara como seminarista y fue admitido en la congregación salesiana de Lombriasco, a los 18 años.   
En 1900, pese a que en principio por su carácter fuerte fue rechazado para tomar los votos, se ordenó sacerdote de la mano de Miguel Rúa, aunque no tenía los votos, continuó con sus estudios en Turín.

### Llegada a América
Consagrado sacerdote en Ivrea y de nuevo bajo el patrocinio del padre Rúa, en 1904, viajaría a Venezuela en desarrollo de actividades misioneras y al tiempo amplió sus estudios religiosos, siendo enviado a este país el 9 de julio de 1911.

### Obra en Colombia
En 1914, llegó a Barranquilla, en Colombia, para continuar su vocación hasta 1927. Mientras estuvo en Barranquilla trabajó en la parroquia San Roque. Pese a que intentó sin éxito la construcción de un templo en esta ciudad, se sabe que comenzó a encomendar su deseo al Niño Jesús de Praga, a quien le oraba con frecuencia.
Luego fue enviado a Medellín, trabajando en la parroquia de la Virgen del Sufragio, de 1927 a 1930, y luego llegó a Ibagué, donde trabajó en la Iglesia del Carmen de 1930 a 1933.

### Traslado y residencia en Bogotá
En 1933 Del Rizzo llegó a Bogotá, ciudad de la que nunca se volvería a ir.
En ése mismo año se convocó un grupo de jóvenes para educarlos en la fe Católica a cargo del padre Luis Eduardo Gómez permitiendo fundar un Oratorio en el Campo San José, un año después el padre Rizzo se responsabiliza del Oratorio en el Colegio Salesiano de León XIII. 

### Devoción al Divino Niño del 20 de Julio
Un día, según se cuenta, Del Rizzo entró en un taller de imágenes religiosas llamado Vaticano, buscando la imagen de un Niño Jesús de Praga. El encargado le mostró la imagen de un niño con los brazos extendidos sobre una cruz de madera, en imitación a la crucifixión de Jesús cuando era adulto. Impresionado el padre Del Rizzo le solicitó al artesano que le quitara la cruz y luego de que le fue removida el padre adquirió la pequeña imagen.
En 1935, fue comisionado para ministrar en Bogotá, donde se establecería en el barrio Veinte de Julio hasta su muerte, a donde construiría años más tarde la parroquia dedicada al Diviño Niño Jesús. Del Rizzo siempre le adjudicó a su devoción por el Niño Jesús de Praga el logro de construir el templo que actualmente se levanta en el 20 de Julio, pero comenzó igualmente a propagar la devoción por la imagen local que había adquirido en aquel taller.